# وسر (کانزاس)
وسر (به انگلیسی: Vassar) یک محدوده ثبت‌نشده در اشهرستان وسیج ایالت کانزاس کشور ایالات متحده آمریکا است که جمعیت آن در سرشماری سال ۲۰۱۰ میلادی، ۵۳۰ نفر بوده‌است.